# تل العاصور
تل العاصور أحد جبال فلسطين، والاسم هو تحريف (بعل حاصور) بمعنى قرية البعل ويرتفع 1016 م عن سطح البحر، ويقع بين قرى دير جرير وكفر مالك
والمزرعة الشرقية وسلواد، وهو الجبل الثاني في ارتفاعه في فلسطين.
في وصف مجير الدين الحنبلي للقدس في نهاية القرن التاسع سنة 900 هـ : (مدينة عظيمة محكمة البناء بين جبال وأودية، وبعض بناء المدينة مرتفع على علو، وبعضه منخفض في واد وأغلب الابنية التي في الأماكن العالية مشرفة على مادونها من الأماكن المنخفضة وشوارع المدينة بعضها سهل وبعضها وعر، وفي أغلب الأماكن يوجد اسفلها أبنية قديمة، وقد بني فوقها بناء مستجد على بناء قديم، وهي كثيرة الآبار المعدة لخزن الماء، لأن ماءَها يجمع من الأمطار).

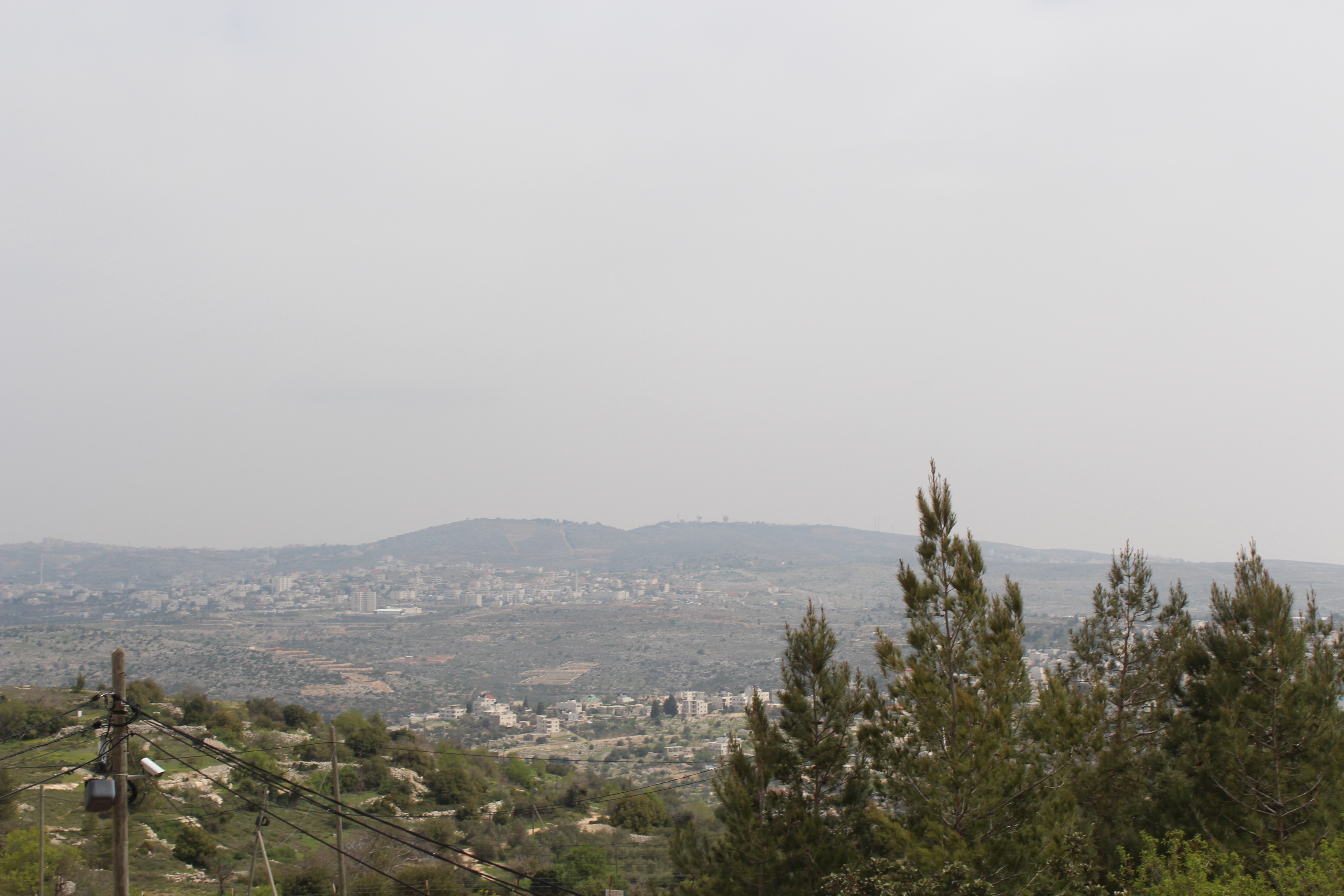
تبين الصورة إطلالة على تل العاصور